# Musée d'Israël
Le musée d’Israël (en hébreu : מוזיאון ישראל) est un musée situé sur la colline de Guivat Ram à Jérusalem, à proximité de la Knesset, de la cour suprême d'Israël, de l'université hébraïque de Jérusalem, du campus national pour l'archéologie d'Israël et du musée des pays de la Bible.
Fondé en 1965, il est le musée national d'Israël, bien que son financement soit en grande majorité assuré par des fonds privés. Il est l'un des plus grands musées du Proche-Orient.

## Histoire
Héritier de l'école d'arts de Bezalel, le musée d'Israël a été créé en 1965 par le maire de Jérusalem Teddy Kollek.
Ses collections proviennent de fouilles archéologiques et surtout de dons importants, telles la collection Jacques Lipchitz ou encore celle d'Arturo Schwarz, qui rassemble un fonds surréaliste de premier ordre.
Après trois ans de rénovation, il a été rouvert au public le 26 juillet 2010, agrandi et rénové.

## Collections
Le musée d’Israël conserve quelque 500 000 œuvres. Il s'agit d'un musée encyclopédique, composé de cinq ailes distinctes (elles-mêmes divisées en divers départements) : 
- l'aile des beaux-arts (art ancien européen, art moderne, art contemporain, photographie, arts graphiques, art israélien, arts américains, arts asiatiques, arts africains et océaniens)
- l'aile des collections archéologiques
- l'aile des Judaïca (ethnologie et rituels juifs)
- l'aile consacrée aux jeunes publics et à la médiation culturelle
- le sanctuaire du Livre (les manuscrits de la mer Morte)

Le musée d’Israël expose également :
- la maquette Holyland de Jérusalem
- le jardin de sculptures modernes Billy-Rose, contenant des d'artistes de premier plan : un mobile d'Alexander Calder, des statues d'Aristide Maillol, Alfred Barye, Auguste Rodin, Antoine Bourdelle, de Pablo Picasso, Jacques Lipchitz, David Smith, des Vertèbres d'Henry Moore ou encore une œuvre d'Anish Kapoor (Turning the World Upside Down, Jerusalem, 2010)

Outre ce "campus", deux établissements dépendent du musée d’Israël : 
- la maison Ticho (Bezalel)
- le musée Rockefeller (collections archéologiques)

### L'aile des collections archéologiques
L'aile Samuel et Saidye Bronfman présente des collections archéologiques d'objets mis au jour dans la région. Elle est organisée de manière chronologique, depuis la Préhistoire jusqu'à l'Empire ottoman. L'entrée de l'aile archéologique est marquée par l'exposition de sarcophages anthropomorphes provenant de Gaza et datant du XIIIe siècle av. J.-C.

### L'aile des beaux-arts

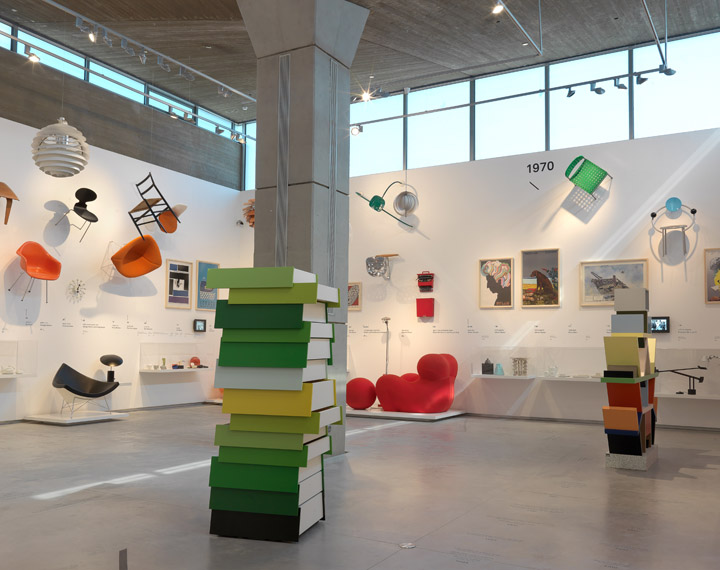
Design dans l'aide Edmond et Lily Safra

L'aile Edmond et Lily Safra présente des collections de peintures et de sculptures, depuis la Renaissance européenne jusqu'à la création israélienne contemporaine. 
Le département d'art européen ancien expose notamment le salon Rothschild, un salon dans le goût français du XVIIIe siècle, donné par Edmond et Nadine de Rothschild.
Le département d'art moderne conserve, outre des œuvres d'Alfred Barye, celles de quelques grands noms de l'impressionnisme (Claude Monet, Camille Pissarro), le portrait de Celso Lagar par Amedeo Modigliani, et une importante collection pour le Surréalisme : Marcel Duchamp, Man Ray, Max Ernst, Aline Gagnaire...

### L'aile des Judaica (ethnologie juive)
L'aile Jack, Joseph et Morton Mandel présente une importante collection d'objets traditionnels et cultuels juifs, provenant du monde entier. L'exposition débute par la présentation des différents temps de la vie, depuis la naissance jusqu'au décès.
Cette section comporte aussi la restitution de 4 synagogues provenant d'Allemagne, de Venise, d'Inde et du Suriname

### L'aile pour la jeunesse
Cette aile est destinée aux jeunes publics ainsi qu'aux publics ayant peu l'habitude de fréquenter les musées. Ses équipes proposent des dispositifs pour accompagner la visite ou des expositions adaptées.

### Maquette de Jérusalem à l'époque du Second Temple
Un des ajouts récents au musée est la maquette de Jérusalem à l'époque du Second Temple, avant que la grande révolte juive contre les Romains n'éclate, entraînant la destruction de la ville et du Temple. La maquette reconstitue la topographie et le caractère architectural de la ville telle qu'elle était au début du Ier siècle. Elle comprend une réplique du Temple d'Hérode. Initialement construite pour l'hôtel Holyland de Jérusalem, la maquette est depuis 2006 une exposition permanente du musée, adjacente au Sanctuaire du Livre.

Galerie
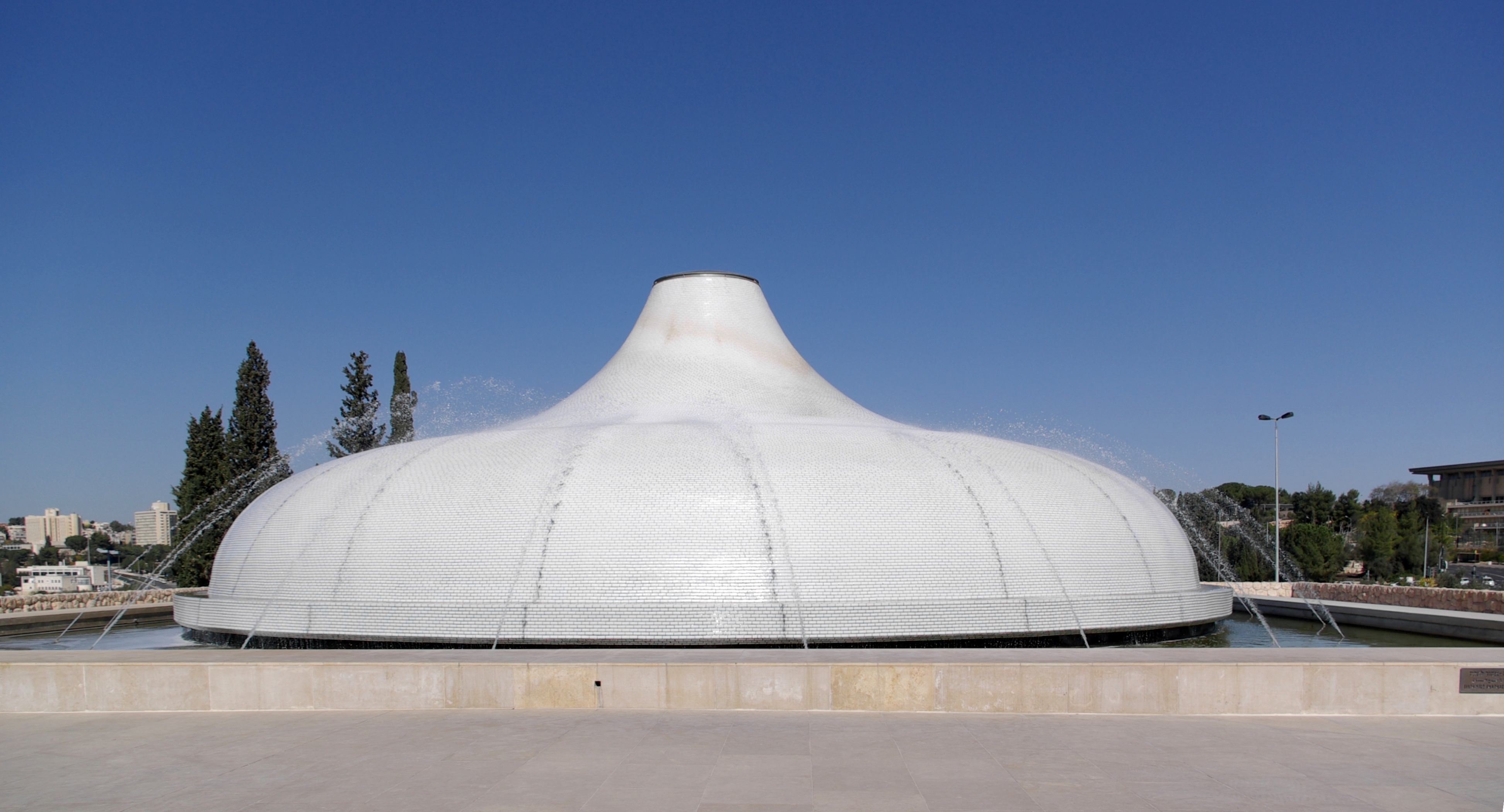
Sanctuaire du Livre.
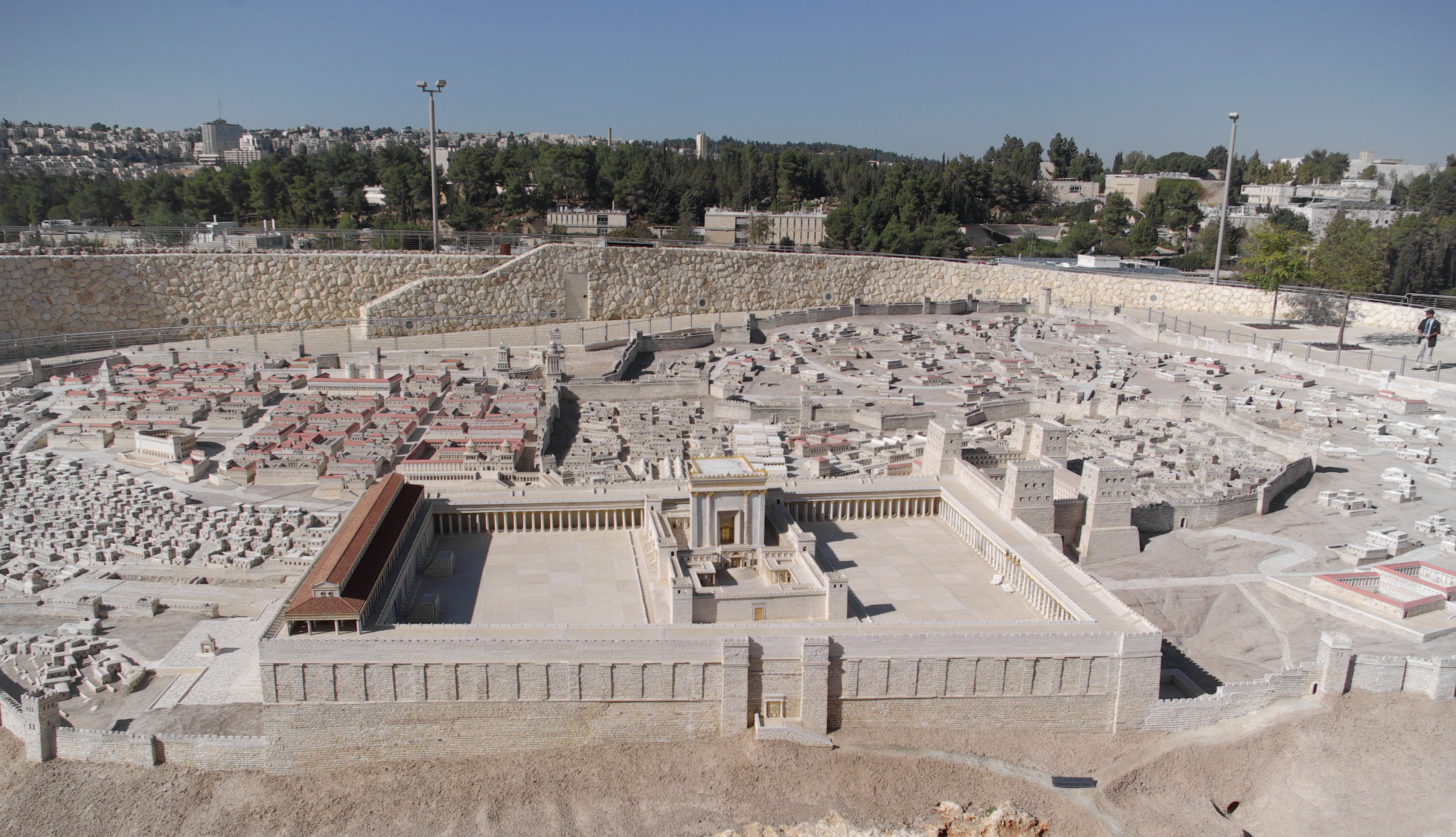
Maquette de Jérusalem à l'époque du Second Temple.
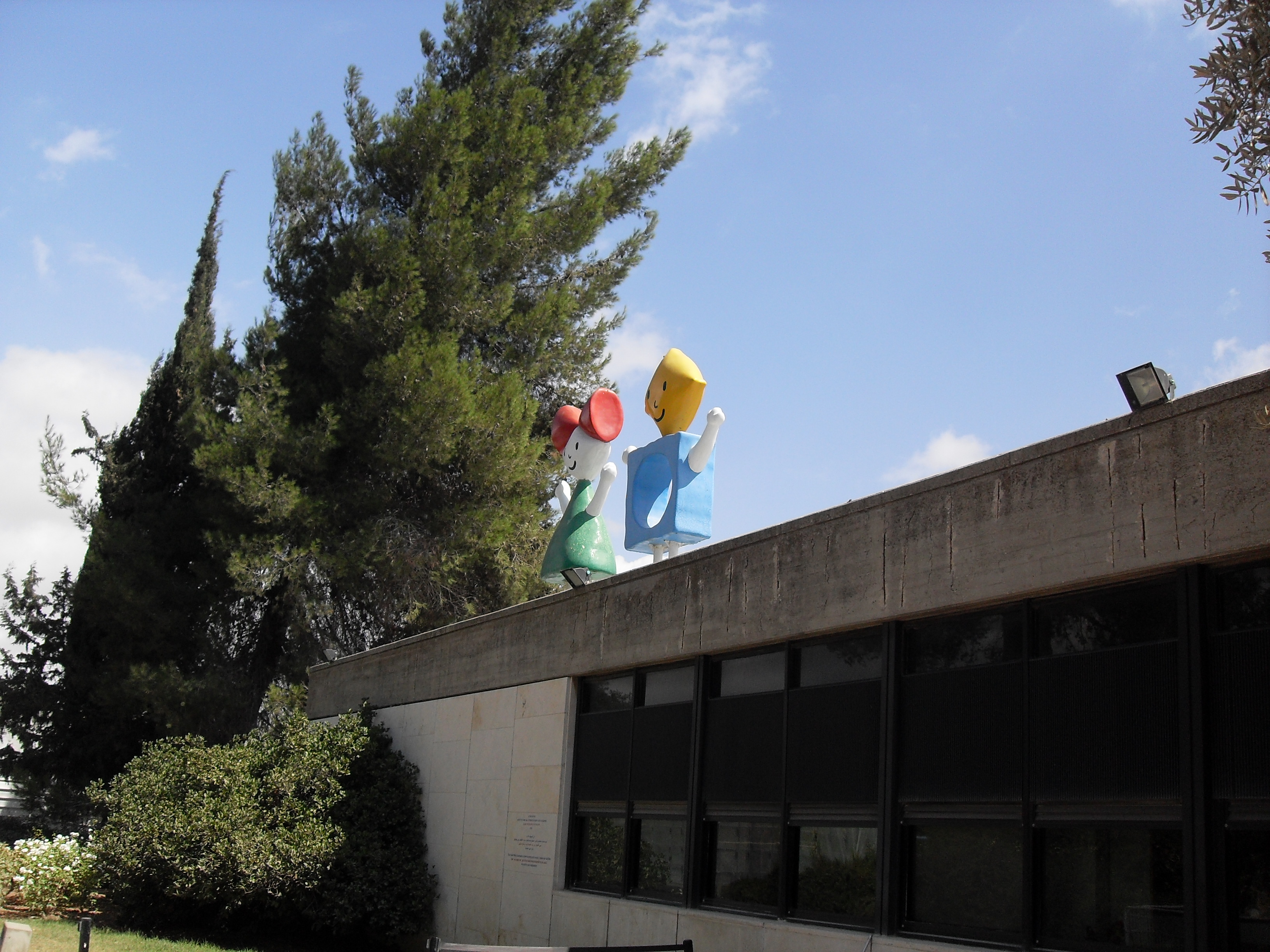
Ces deux petits personnages sur le pavillon des enfants sont devenus l'emblème du musée.
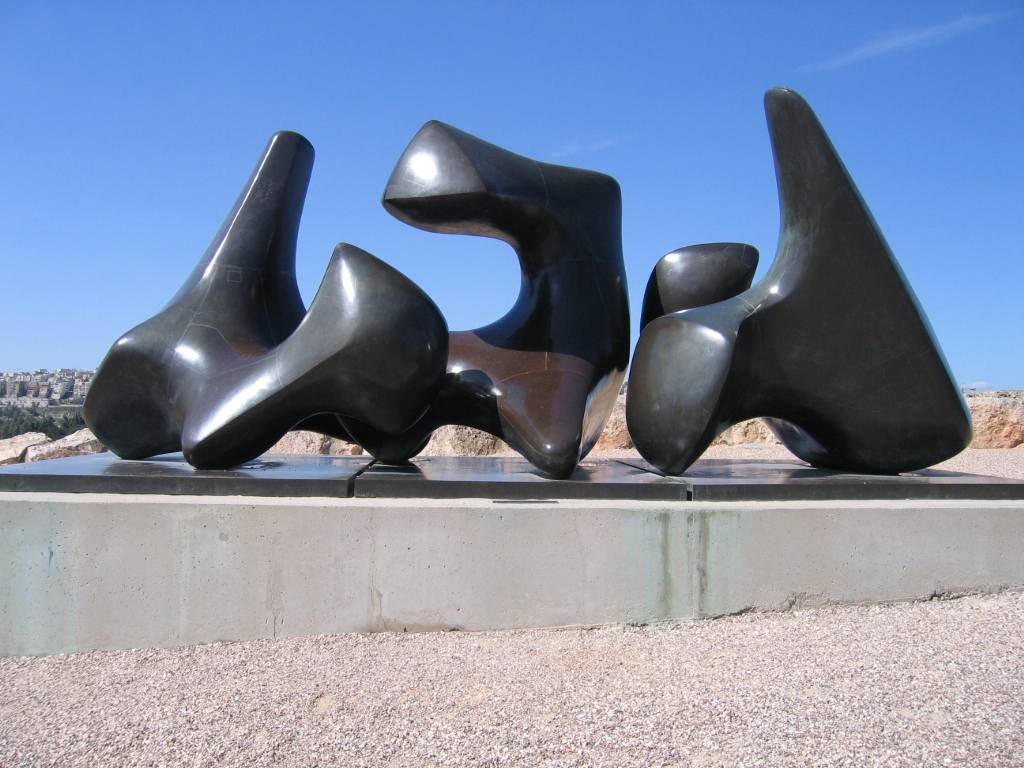
Vertèbres de Moore (1968-1969).
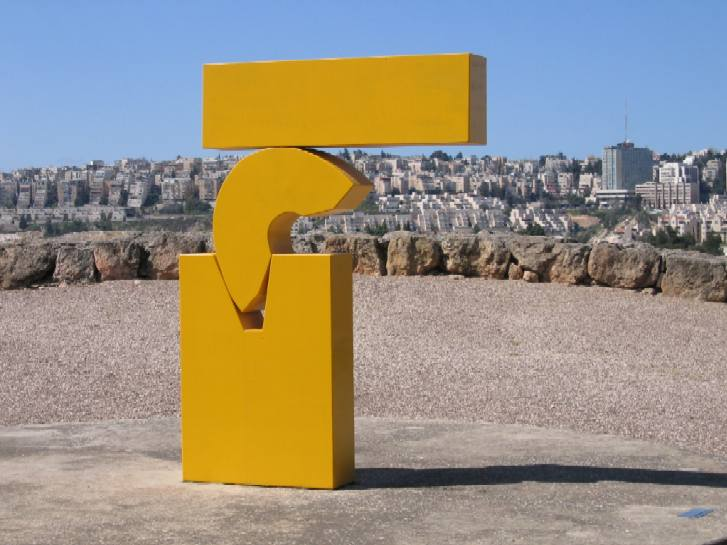
Sculpture Kadishman (1966).
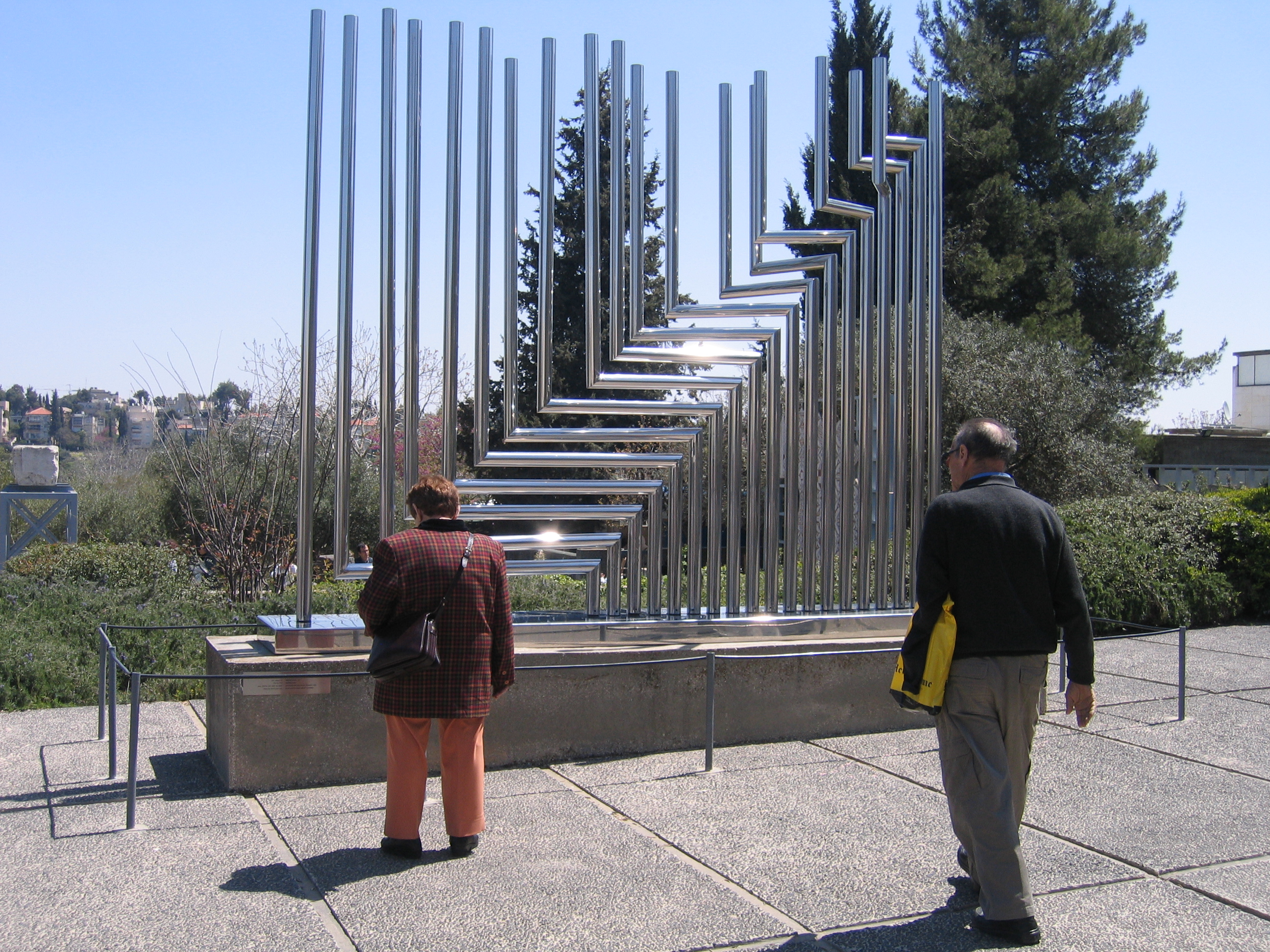
Yaakov Agam.